# 戴春
戴春（1427年—？），字景元，直隸松江府上海縣人，明朝政治人物。進士出身。

## 生平
景泰元年（1450年）庚午科應天府鄉試第二十六名。天順八年（1464年）甲申科會試第八十名，殿試登進士第二甲第二十四名。官南京吏部主事，升考功司郎中，出为順慶府知府。

## 家族
曾祖父戴彥文。祖父戴聲伯。父亲戴廷奉（戴暄）。孫戴恩，正德六年進士。

## 轶事
陸容《菽園雜記》載戴春講述鄉人衛某手指甲有紅色之奇事。